# Alex Bulkley
Alexander 'Alex' Bulkley ist ein US-amerikanischer Filmproduzent und Filmregisseur.

## Leben
Bulkley begann seine Karriere in der Filmbranche mit dem Kurzfilm Rock Star 101. Nach einigen kleineren Filmen produzierte und führte er 2005 Regie bei Der Zodiac-Killer. Ab 2007 arbeitete für Robot Chicken und deren Fernsehfilm-Ableger zu Star Wars, für die er vielfach für den Emmy nominiert wurde. Gleiches gelang ihm 2020 mit der Fernsehserie BoJack Horseman. Im Jahr 2022 produzierte er Guillermo del Toros Pinocchio mit dem gleichnamigen Regisseur, für den er mit einem Oscar in der Kategorie Bester Animationsfilm ausgezeichnet wurde.

## Filmografie (Auswahl)
Bulkley produzierte hauptsächlich Fernsehserien, weshalb andere Medien hervorgehoben sind:
- 2001: Rock Star 101 (Kurzfilm)
- 2005: Der Zodiac-Killer (Regie)
- 2007: Robot Chicken: Star Wars (Fernsehfilm)
- 2008: Robot Chicken: Star Wars II (Fernsehfilm)
- 2008: Moral Orel
- 2010: Mary Shelley’s Frankehole
- 2010: Robot Chicken: Star Wars III (Fernsehfilm)
- 2010: Made by Molly (Kurzfilm)
- 2012: Robot Chicken
- 2016: TripTank
- 2019: Space Buddies (Kurzfilm)
- 2020: BoJack Horseman
- 2020: Final Space
- 2022: Tuca & Bertie
- 2022: Guillermo del Toros Pinocchio (Kinofilm)
- 2022: Little Demon
- 2023: Clone High
- 2023: Ten Year Old Tom
- 2023: Strange Planet
- 2023: Praise Petey
- 2024: In the Know

## Auszeichnungen (Auswahl)
- 2007: Primetime-Emmy-Nominierung in der Kategorie Outstanding Animated Program für Robot Chicken
- 2008: Primetime-Emmy-Nominierung in der Kategorie Outstanding Animated Program für Robot Chicken: Star Wars
- 2009: Primetime-Emmy-Nominierung in der Kategorie Outstanding Animated Program für Robot Chicken: Star Wars II
- 2010: Primetime-Emmy in der Kategorie Outstanding Short-Format Animated Program für Robot Chicken
- 2011: Primetime-Emmy-Nominierung in der Kategorie Outstanding Animated Program für Robot Chicken: Star Wars III
- 2019: Primetime-Emmy-Nominierung in der Kategorie Outstanding Animated Program für BoJack Horseman
- 2020: Primetime-Emmy-Nominierung in der Kategorie Outstanding Animated Program für BoJack Horseman
- 2023: BAFTA Award in der Kategorie Bester Animationsfilm für Guillermo del Toros Pinocchio
- 2023: Oscar in der Kategorie Bester Animationsfilm für Guillermo del Toros Pinocchio[2]